# Show Pecuário
O Show Pecuário é um evento anual do agronegócio, realizada no município brasileiro de Cascavel, estado do Paraná.
Promovido pela Sociedade Rural do Oeste do Paraná e pelo Sindicato Rural de Cascavel, visa o setor pecuário. Com formato de feira e exposição, suas edições ocorrem no Parque de Exposições Celso Garcia Cid.
Conta com exposições de bovinos, ovinos, equinos e caprinos, palestras, concursos e leilões. Além disso, há feira dos expositores da indústria, do comércio e da prestação de serviços.